# Ceratina bhawani
Ceratina bhawani är en biart som beskrevs av Charles Thomas Bingham 1908. Ceratina bhawani ingår i släktet märgbin, och familjen långtungebin. Inga underarter finns listade i Catalogue of Life.